# Reserva Natural do Sítio da Rocha do Navio

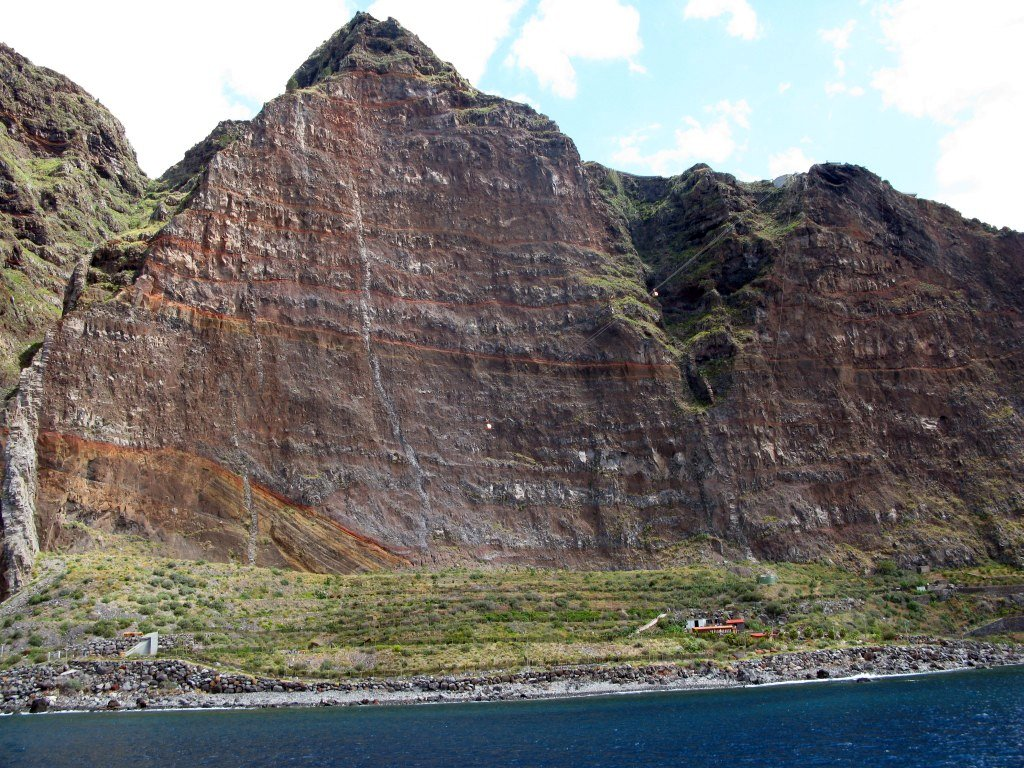
Reserva Natural da Rocha do Navio.

A Reserva Natural do Sítio da Rocha do Navio é uma área protegida marinha, de Portugal. Situa-se entre a Ponta de São Jorge e a Ponta do Clérigo, no concelho de Santana, na Ilha da Madeira.
Inclui o mar adjacente até à batimétrica dos 100 m, possuindo uma área de 1710 ha. A caça e o uso de redes são proibidos na sua área.
É servido pelo Teleférico da Rocha do Navio.